# Klaus Bau Jensen
Klaus Bau Jensen (født 1964 i Skalkendrup på Fyn) er en dansk musiker, producer og ejer af pladeselskabet Loadstar Records. Han udgør den ene halvdel af den dansk/svenske gruppe Flipside og den ene halvdel af det danske projekt Silverbeam. Førhen har han været med i gruppen Bliss, som den ene af de tre producere. Ud over dette, er han med til at skrive og producere musik til andre kunstnere.